# 宅麻伸
宅麻 伸（たくま しん、1956年〈昭和31年〉4月18日 - ）は、日本の俳優。岡山県玉野市出身。愛企画所属。趣味はドライブ（車・オートバイ）、野球、ゴルフ。特技は乗馬。

## 来歴・人物
3人兄妹の長男で妹が2人いる。
三井造船玉野事業所で勤労学生（玉野市立備南高等学校造船科・定時制に在籍）をしていたが、職場の先輩に役者やモデルなど芸能界を勧められ、雇用期間満了・高校卒業を機に上京。キャバレーのボーイをしながらデビューを目指していたところ、行きつけの食堂の店主に天知茂の事務所を紹介され、彼の事務所預かりとなり、天知主演の「江戸川乱歩の美女シリーズ」に本名で出演。その後、1979年にTBS『七人の刑事』の中野刑事役で正式に俳優としてデビューした。芸名は天知が直々に名付け、「宅麻」は本名に基づき、「伸」については自ら「『七人の刑事』の主演の芦田伸介さんからいただいたんじゃないかな」と話している。
落ち着いた物腰とニヒルな顔立ちで人気を得る。
1994年に中畑清夫妻の媒酌で賀来千香子と結婚し、2012年2月10日に離婚（賀来との間には子はいない）。賀来の友人であるさくらももことは交流があり、彼女のエッセイにもたびたび名前が登場することがあった。
渋い声を生かしたダンディーな役に定評があるが、ユーモラスな役どころも得意とする。映画『ゴジラ×メカゴジラ』監督の手塚昌明は、宅麻本人もユニークであり、同作品の役では普段の宅麻のイメージを反映させている。『勇者ヨシヒコと魔王の城』ではさらに踏み込んで新境地を開き、若い層からも支持を得る。それ以降、役名の「ダンジョー」と呼ばれることもあるらしい。

## 出演

### テレビドラマ
- 土曜ワイド劇場（テレビ朝日）
  - 江戸川乱歩の美女シリーズ
    - 江戸川乱歩の黄金仮面 妖精の美女 （1978年）- 犬の散歩をする青年 役[注釈 1]
    - 江戸川乱歩「白髪鬼」より 宝石の美女（1979年） - ホテルのフロント係 役[注釈 1]
    - 江戸川乱歩 黒蜥蜴より 悪魔のような美女 （1979年）- 美青年 役[注釈 1]
    - 江戸川乱歩の黄金仮面II : 桜の国の美女（1980年）- 佐伯清二 役

  - SL山口線貴婦人号トンネル殺人!?（1996年6月29日） - 主演・佐藤毅 役
  - ダイヤモンドの罠（1996年8月24日） - 軽部亮介 役
  - 眠る骨（2006年7月22日） - 萩原誠 役
  - 内田康夫サスペンス・福原警部シリーズ（2009年6月6日）- 南田正隆 役
    - 内田康夫サスペンス・福原警部1（2009年6月6日）
    - 内田康夫サスペンス・福原警部2（2010年6月5日）
    - 内田康夫サスペンス・福原警部3（2011年4月23日）
    - 内田康夫サスペンス・福原警部4（2012年4月14日）
    - 内田康夫サスペンス・福原警部5（2014年9月20日）

  - 温泉若おかみの殺人推理25（2013年5月4日） - 泉航平 役
- 七人の刑事 第44話「新刑事二人・走る!」 - 第69話「さよならやさしい母の国」（1979年、TBS） - 中野刑事 役
- 爆走!ドーベルマン刑事 第9話「黒の狙撃者」（1980年、テレビ朝日） - 草野 役
- 大河ドラマ（NHK総合）
  - おんな太閤記（1981年） - 石田三成 役
  - 徳川家康（1983年） - 松平信康 役
  - 独眼竜政宗（1987年） - 徳川家光 役
  - 秀吉（1996年） - 浅井長政 役
  - 元禄繚乱（1999年） - 上杉綱憲 役
  - 功名が辻（2006年） - 若宮喜助 役
  - どうする家康（2023年） - 前田利家 役[13]
- 加山雄三のブラック・ジャック 第1話「かりそめの愛を」（1981年1月8日、テレビ朝日） - 民雄 役
- 二百三高地 愛は死にますか（1981年、TBS） - 乃木勝典 役
- 秘密のデカちゃん（1981年、TBS） - 小川刑事 役
- 空よ海よ息子たちよ（1981年、TBS）
- 連続テレビ小説（NHK総合）
  - よーいドン（1982年） - 風間小太郎 役
  - だんだん（2008年 - 2009年） - 中山医長 役
- ことしの牡丹はよいぼたん（1983年、フジテレビ） - 芳村隆太 役
- 宮本武蔵（1984年） - 柳生兵庫助 役
- 暴れ九庵 第8話「医者を治したおてんば娘」（1984年、関西テレビ・フジテレビ） - 兆次 役
- しのぶ（1985年、東海テレビ）
- 特命刑事ザ・コップ （1985年、朝日放送 テレビ朝日）- 剣崎真吾 役
- 必殺橋掛人（1985年、朝日放送・松竹） - 新吉 役
- 忍の一字（1985年3月23日、NHK総合） - 松平定信 役
- 火曜サスペンス劇場（日本テレビ）
  - ウエディングベル（1986年6月）
  - 愛と殺意の川（1990年）
  - 外科医有森冴子 母…（2000年） - 藤木秀夫 役
  - 取調室19（2003年） - 八坂新太郎 役
  - 身辺警護12（2003年） - 大川真一 役
  - 六月の花嫁「偽りのドレス」（2004年6月22日） - 坂本明彦 役
- 月曜サスペンスシリーズ（関西テレビ・フジテレビ）
  - 現代怪奇サスペンス「背を見せた女!」（1986年7月22日）
  - 山村美紗サスペンス「死人が夜ピアノを弾く」（1986年10月6日） - 芦川 役
  - 西村京太郎サスペンス「女と刑事」（1986年12月8日）
  - 夏樹静子サスペンス「暁はもうこない」（1987年6月8日）
  - 女優競演サスペンス「ホテル」（1987年10月5日）
  - 女性作家サスペンス「Mの悲劇」（1988年1月4日 - 18日） - 中沢 役
  - 乱歩賞作家サスペンス「許された日々」（1989年4月10日）
- アリエスの乙女たち（1987年、フジテレビ） - 大下直樹 役
- ママの色鉛筆（1988年、TBS）
- 大忠臣蔵 (1989年のテレビドラマ)（1989年1月2日、テレビ東京12時間超ワイドドラマ） - 小林平八郎 役
- 抱きしめたい!'89（1989年3月30日、フジテレビ） - 田島明彦 役
- 同・級・生（1989年、フジテレビ） - 海江田一樹 役
- 雨よりも優しく（1989年、TBS） - 荒井保 役
- TBS新春時代劇スペシャル
  - 柳生十兵衛（1990年1月5日）- 駿河大納言忠長 役
  - 柳生十兵衛・決闘!花の吉原（1991年1月3日） - 諸岡新八郎 役
- 付き馬屋おえん事件帳 第1シリーズ（1990年1月 - 3月、テレビ東京） - 又之助 役
- 月曜ドラマスペシャル→月曜ミステリー劇場→月曜ゴールデン→月曜名作劇場（TBS）
  - ジューンブライドは幸せになれる?（1990年6月25日）
  - キャメラマン健吾の旅情事件簿（1993年5月10日） - 主演・健吾 役
  - お日柄もよくご愁傷さま（1995年12月11日）
  - 戦後50年企画・命あるかぎり（1995年12月18日）
  - 十津川警部シリーズ21「西伊豆・美しき殺意」（2001年1月8日） - 島村善行 役
  - 京舞妓殺人事件シリーズ - 柏木光太郎 役
    - 京舞妓殺人事件1（2003年8月4日）
    - 京舞妓殺人事件2（2005年1月17日）

  - 捜し屋★諸星光介が走る!1（2004年5月17日） - 元山健一郎 役
  - 京舞妓VS狩矢警部〜乱れ傘の舞殺人事件（2006年12月25日） - 柏木光太郎 役
  - 船上パーサー・氷室夏子「豪華フェリー殺人事件」（2012年8月6日） - 安部陽之介 役（友情出演）
  - さすらいのプラチナワゴン〜歌手・美波丈太朗の事件簿〜（2012年12月3日） - 南総一朗 役
  - 家庭教師が解く!シリーズ - 柿沼準 役
    - 家庭教師が解く!1「殺人方程式の推理ドリル」（2013年5月20日）
    - 家庭教師が解く!2「上の殺人トリック」（2014年11月10日）

  - 警視庁東京湾臨海署〜安積班（2019年2月25日） - 野村武彦 役
- 花王ファミリースペシャル（関西テレビ・フジテレビ）
  - 欽ちゃんドラマ もう一度ここで逢えたなら（1990年7月22日） - 主演・文彦 役
  - 欽ちゃんドラマII もう一度ここで逢えたなら（1990年8月12日） - 江ノ島吾郎 役
  - 欽ちゃんドラマ 大井川分校 女ペテン師（1990年9月9日）
- クリスマス・イブ（1990年、TBS） - 村上達也 役
- 次郎長三国志（1991年1月2日、テレビ東京12時間超ワイドドラマ） - 関東綱五郎 役
- 世にも奇妙な物語『極楽鳥花』（1991年、フジテレビ）
- それでも家を買いました（1991年、TBS） - 角田久 役
- 結婚しないかもしれない症候群（1991年、日本テレビ） - 津山瞭二 役
- 七人の女弁護士 第2シリーズ（1991年、テレビ朝日） - 横山良介 役
- サザエさん（1992年、フジテレビ） - フグ田マスオ 役
- おとなの選択（1992年、TBS） - 伊原遙一郎 役
- さよならをもう一度（1992年、フジテレビ） - 朝倉浩一 役
- 法医学教室の事件ファイルシリーズ（1992年 - 2020年、テレビ朝日） - 二宮一馬 役
- 学校があぶない（1992年、TBS） - 朝倉航平 役
- 愛しの刑事（1992年10月18日 - 1993年3月21日、テレビ朝日） - 川村丈彦事 役
- ドラマシティ'92「本気でオンリーユー」（1992年11月5日、読売テレビ）
- 都合のいい女 （1993年、フジテレビ） - 樋口順一郎 役
- 金曜エンタテイメント（フジテレビ）
  - 課長島耕作（1993年、1994年、1998年） - 主演・島耕作 役
  - 松本清張三回忌特別企画・草の陰刻（1994年8月5日、フジテレビ） - 瀬川良一 役
- スチュワーデスの恋人（1994年、TBS） - 香月秀夫 役
- 豊臣秀吉 天下を獲る!（1995年、テレビ東京） - 織田信長 役
- 寝たふりしてる男たち（1995年、日本テレビ） - 中井剛彦 役
- 若葉のころ（1996年、TBS） - 藤木啓輔 役
- おいしい関係 （1996年、フジテレビ） - 高橋薫 役
- 徳川剣豪伝 それからの武蔵（1996年、テレビ東京） - 佐々木小次郎 役
- 新春時代劇特別企画 赤西蛎太 伊達騒動醜男と美女の純愛（1999年1月2日、テレビ東京） - 青鮫鱒次郎 役
- 蘇える金狼（1999年、日本テレビ） - 茂義敬雄 役
- 君が教えてくれたこと（2000年、TBS） - 水島賢吾 役
- 悪意（2001年、NHK総合） - 日高邦彦 役
- 金曜時代劇 逃亡（2002年、NHK総合） - 梅三郎 役
- ごくせん2 第9話（2002年、日本テレビ） - 小田切信也 役
- お見合い放浪記（2002年、NHK総合） - 亀山智之 役
- 高原へいらっしゃい（2003年、TBS） - 沖修介 役【特別出演】
- 女と愛とミステリー「捜査検事・近松茂道3」（2004年、テレビ東京） - 江波兼雄 役
- たったひとつのたからもの（2004年、日本テレビ） - 医療センター・新生児科医師 役
- 水曜ミステリー9（テレビ東京）
  - 検察官キソガワ（2005年4月24日） - 滝山清治 役
  - 沖縄リゾート コンシェルジュ具志堅陽子の名推理（2012年7月25日） - 大城晃宏 役
  - マトリの女 厚生労働省 麻薬取締官（2014年2月19日） - 香山浩太郎 役
  - 検事・沢木正夫2（2014年12月24日） - 朝川恭二郎 役
  - 信州山岳刑事 道原伝吉3（2015年4月8日） - 鷲崎孝文 役
  - 嫌われ監察官 音無一六3（2016年2月24日） - 藤代栄治 役
  - 警視庁特命刑事☆二人2「新宿・荒木町コールドケース」（2017年1月25日） - 山岸亘 役
- ドラマW（WOWOW）
  - マエストロ（2006年9月24日） - （友情出演）
  - パーフェクト・ブルー」（2010年2月7日） - 蓮見浩一郎 役
- CBCテレビ開局50周年記念スペシャルドラマ「命の奇跡」（2006年10月15日、TBS） - 平井信彦 役
- 逃亡者 おりん（2006年10月20日 - 2007年3月23日、テレビ東京） - 倉沢弥十郎 役
  - 逃亡者 おりんスペシャル「最終章」（2012年1月12日、テレビ東京） - 倉沢弥十郎 役
- 金曜プレステージ「気象予報士・大沢富士子の事件ファイル」（2007年、フジテレビ） - 結城吾郎 役
- 3年B組金八先生8（2008年2月、TBS）
- 課長島耕作（2008年6月25日、日本テレビ） - 中沢部長 役
- トライアングル 第3話 - 第8話（2009年1月、フジテレビ） - 新藤利道 /〔偽名〕狭山二郎 役
- テレビ朝日50周年ドラマスペシャル「警官の血」（2009年2月8日、テレビ朝日） - 久賀光幸 役
- テレビ朝日開局50周年記念ドラマスペシャル「刑事一代 平塚八兵衛の昭和事件史」（2009年6月20日・21日、テレビ朝日） - 槙原茂 役
- 経済ドキュメンタリードラマ ルビコンの決断「1964東京五輪を招致せよ 〜祖国復興に賭けた男達〜」（2009年9月24日、テレビ東京） - フレッド和田 役
- その男、副署長〜スタートスペシャル（2009年10月15日、テレビ朝日） - 黛賢一郎 役
- 連続ドラマ小説 木下部長とボク（2010年、読売テレビ） - 君島俊太郎 役
- 柳生武芸帳（2010年1月2日、テレビ東京新春ワイド時代劇） - 宮本武蔵 役
- 戦国疾風伝 二人の軍師 秀吉に天下を獲らせた男たち（2011年1月2日、テレビ東京新春ワイド時代劇） - 樋口三郎左衛門 役
- 勇者ヨシヒコシリーズ（テレビ東京） - ダンジョー 役
  - 勇者ヨシヒコと魔王の城（2011年7月8日 - 9月23日）
  - 勇者ヨシヒコと悪霊の鍵（2012年10月12日 - 12月21日）
  - 勇者ヨシヒコと導かれし七人（2016年10月7日 - 12月23日）
- NHKスペシャル（NHK総合）
  - 未解決事件 file.01「グリコ・森永事件」（2011年7月29日・30日）- 徳永キャップ 役（大阪府警記者クラブ） ※ドキュメンタリードラマ
  - メルトダウン File.7 そして冷却水は絞られた～原発事故 迷走の2日間〜』（2018年3月17日） - 海江田万里（経済産業大臣）役 ※ドキュメンタリードラマ
- コドモ警察（2012年6月19日、TBS） - スカーフェイス・フランキー 役
- 科捜研の女（テレビ朝日）
  - Season13 - 鷹城京介 役
    - 第1話「殺人者からの挑戦状告発された鑑定ミス！鑑識課長に潜む闇…」（2013年10月17日）
    - 第2話「20年目の罠！誘拐された真犯人!! 爆死まで5秒、起爆装置の謎」（2013年10月24日）
    - 第7話「過去から来たテロリスト！獄中の鑑定対決 マリコvs殺人科学者」（2013年11月28日）

  - スペシャル（2019年1月3日） - 巽省吾 役
- 連続ドラマW（WOWOW）
  - 血の轍（2014年1月19日 - 2月9日） - 海藤啓吾 役
  - 不発弾〜ブラックマネーを操る男〜（2018年6月10日 - 7月15日） - 東田章三 役[14]
  - 黒鳥の湖（2021年7月24日 - 8月21日） - 出島文雄 役
- 金曜ロードSHOW! 特別ドラマ企画「最高のおもてなし」（2014年2月28日、日本テレビ） - 室木功一郎 役
- テレビ東京開局50周年特別企画「松本清張 強き蟻」（2014年7月2日、テレビ東京） - 塩月芳彦 役
- まっしろ 第7話 - 最終話（2015年2月24日 - 3月17日、TBS） - 仲野幸助 役（友情出演）
- プラチナエイジ（2015年3月30日 - 5月29日、東海テレビ） - 伊佐山晃司 役
- THE LAST COP/ラストコップ 第7話・第9話（2016年11月19日・12月3日、日本テレビ） - 明神政宗 役
- 臨床犯罪学者 火村英生の推理 第5話（2016年2月14日、日本テレビ） - 夕狩正比呂 役
- 神の舌を持つ男（2016年7月8日 - 9月9日、TBS） - 朝永竜助 役
- スーパーサラリーマン左江内氏 第9話（2017年3月11日、日本テレビ） - 島課長 役（友情出演）
- 人間の証明（2017年4月2日、テレビ朝日） - 那須英三 役
- 水戸黄門 第1シリーズ 第5話「硯の里の仇討ち -雄勝-」（2017年11月1日、BS-TBS） - 宗助（戸川宗右衛門） 役
- 正義のセ 最終話「被害者のために! 新米検事最後の事件!!」（2018年6月13日、日本テレビ） - 中条良成 役
- 刑事7人 SEASON4 最終話「嘘つき女現る!! 20世紀最後の未解決事件」（2018年9月12日、テレビ朝日） - 寺山章吾 役[15]
- 記憶捜査〜新宿東署事件ファイル〜（2019年1月18日 - 3月1日、テレビ東京） - 十河正美 役
- サ道（2019年7月19日 - 10月4日、テレビ東京） - 蒸しZ 役
- さすらい署長 風間昭平14（2019年11月4日、テレビ東京） - 中沢繁彦 役
- 柳生一族の陰謀（2020年4月11日、NHK BSプレミアム） - 土井利勝 役
- ウルトラマントリガー NEW GENERATION TIGA（2021年7月10日 - 2022年1月22日、テレビ東京） - シズマミツクニ 役[16]
- 月曜プレミア8（テレビ東京）
  - 今野敏サスペンス 暁鐘 警視庁強行犯係・樋口顕（2022年4月4日） - 戸川隆明 役
  - 黙秘犯（2022年8月8日） - 相楽英雄 役
- 赤ひげ4（2022年11月4日 - 12月23日、NHK BSプレミアム） - 大岡越前守 役
- 孤独のグルメ2022大晦日スペシャル 年忘れ、食の格闘技。カニの使いはあらたいへん。（2022年12月31日、テレビ東京）[17] - 肉の浅鞍・大将
- 警部補ダイマジン（2023年7月7日 - 9月1日、テレビ朝日） - 天羽大 役[18]
- 筋トレサラリーマン 中山筋太郎〜メリークリスマッスル編〜（2024年12月19日・26日、読売テレビ・日本テレビ） - 俵山浩太郎 役[19]

### 配信ドラマ
- SICK'S 〜内閣情報調査室特務事項専従係事件簿〜（Paravi） - 入江慎吾 役（友情出演）
  - SICK'S 恕乃抄 〜内閣情報調査室特務事項専従係事件簿〜（2018年4月1日 - 8月11日）[20]
  - SICK'S 覇乃抄 〜内閣情報調査室特務事項専従係事件簿〜（2019年3月23日 - 5月18日）
  - SICK'S 厩乃抄 〜内閣情報調査室特務事項専従係事件簿〜（2019年9月15日 - 11月9日）

### 映画
- 誘拐報道（1982年） - 滝耕太郎 役
- 日本海大海戦 海ゆかば（1983年） - 尾形登 役
- 零戦燃ゆ（1984年） - 東条輝雄 役
- ゴジラシリーズ
  - ゴジラ（1984年） - 奥村宏 役[2][4]
  - ゴジラ×メカゴジラ（2002年） - 湯原徳光 役[4][3]
- ブラックボード（1986年） - 三上記者 役
- 海へ 〜See you〜（1988年） - 糸井 役
- 226（1989年） - 丹生誠忠中尉 役
- ぼくと、ぼくらの夏（1990年） - 風見敏夫 役
- いつか どこかで（1992年）
- 極道の妻たち 赫い絆（1995年） - 堂本組2代目組長・久村修一郎 役
- ふうせん2（1995年） - 主演・田上有作 役
- 八つ墓村（1996年） - 里村慎太郎 役
- 現代仁侠伝（1997年） - 広上正次 役
- 30 thirty（1997年） - ポルノ映画館の館主 役
- 新GONIN（2000年） - 鮫島五郎 役
- 新・日本の首領 シリーズ（2004年） - 辰野会直参村井組組長 村井貴志 役
- 極道の妻たち 地獄の道づれ（2001年） - 掛川組組長・掛川亮平 役
- ミスター・ルーキー（2002年） - 江川常務 役
- およう（2002年） - 大杉栄 役
- 戦国自衛隊1549（2005年） - 蜂須賀小六 役
- タッチ（2005年） - 浅倉俊夫 役
- 太陽の傷（2006年、シネマパラダイス） - 赤津洸一郎 役
- 飲酒運転 悲劇の連環 （交通安全教育用作品）（2007年、東映）
- それでもヤクザはやってくる（2007年） - 主演・宮本照夫 役
- 僕らのワンダフルデイズ（2009年、角川映画）
- ロストクライム -閃光-（2010年、角川映画）
- 学校をつくろう（2011年、ゴー・シネマ） - 福沢諭吉 役
- 相棒 -劇場版III- 巨大密室! 特命係 絶海の孤島へ（2014年、東映） - 若狭産業社長・若狭道彦 役
- 救いたい! doctor's wish（2014年）
- 昭和最強高校伝 國士参上!!（2016年）- 小川錦市の中学時代の教諭・澤島忠一 役
- ニセコイ（2018年、東宝） - 一条一征 役（友情出演）
- ウルトラマントリガー エピソードZ（2022年、松竹メディア事業部） - シズマミツクニ 役
- わたしのかあさん -天使の詩-（2024年、現代ぷろだくしょん） - 糸賀先生 役[21]
- キリコのタクト〜YELL〜（2026年公開予定、KeyHolder Pictures） - 北村恭治 役[22]

### Vシネマ
- 実録・北海道やくざ戦争 逆縁（2001年） - 三原鉄次 役
- ドッグファイター「ごろつき刑事」（2005年） - 鬼州会幹部 鬼倉貞利 役
- 実録・大日本平和会 極道・平田勝市（2005年）全3作 - 主演・平田勝市 役
- 実録・九州やくざ戦争（2006年）全3作
- 実録・愚連隊の神様 万年東一（2008年）全2作 - 主演・万年東一 役
- 暴力水滸伝（2014年）全2作 - 車屋の社長 一色次郎 役（元・極道）
- 裏門釈放1,2（2017年） - 神戸 三代目浜辰連合舎弟 菱川勇五郎 役
- 極道の門 第一部（2018年） - 二代目大政組若頭補佐 尾形組組長 尾形敬三 役
- 〜最大の抗争〜 外伝 織田征仁（2019年） - 天道会若頭補佐 織田組組長 織田慶次 役（※友情出演）
- 権力の階段 〜総理への道〜（2020年） - 衆議院議員 日村哲也 役（与党 日本共和党、党内最大派閥貞観会所属）

### ドキュメンタリー
- 日本のタクシー大冒険（2000年11月23日 テレビ東京系） - 乗客

### CD
- 「同じ時代に生まれて」（トライエム）

### CM
- 三菱自動車
  - 4代目ミニカ
  - 4代目ランサー
- ヤマサ醤油そうめん専科（1992年）
- NTTドコモ
  - デジタルムーバ （課長島耕作）（平泉成と共演）（1994年）
- 興和 ザ・ガードコーワ整腸錠 （2010年）
- アサヒビール 「アサヒスーパードライ」
- サントリー
- 花王「エコナ」
- ACジャパン「若いうちから、腎臓検診」（2022年、日本腎臓財団との支援キャンペーン）※島耕作役での声の出演